# Marcus Pettersson
Marcus Pettersson (Skellefteå, Suecia, 8 de mayo de 1996), apodado Dragon, es un jugador profesional sueco de hockey sobre hielo que se desempeña en la posición de defensor izquierdo en Pittsburgh Penguins, equipo de la National Hockey League (NHL).

## Carrera
Fue seleccionado en la segunda ronda en la NHL Entry Draft de 2014. En 2917 hizo su debut profesional con el equipo Anaheim Ducks, en el cual jugó dos temporadas (2017-2018), después pasó a Pittsburgh Penguins, donde lleva jugando seis temporadas.